# Le-Marec-Syndrom
Das Le Marec-Syndrom ist eine besondere Form der angeborenen vererbbaren Osteochondrodysplasien mit letalem Verlauf und gehört zu den Kurzripp-Polydaktylie-Syndromen, charakterisiert durch kurze Rippen und unterentwickelte Lunge.
Die Erstbeschreibung erfolgte 1982 durch den französischen Pädiater B. Le Marec.

## Verbreitung
Die Häufigkeit dieser Krankheitsgruppe ist nicht bekannt, die Vererbung erfolgt autosomal-rezessiv.

## Klinische Erscheinungen
Gemeinsame Merkmale aller Kurzripp-Polydaktylie-Syndrome sind:
- Kurze Rippen mit Thorax – Hypoplasie, Lungenhypoplasie und Ateminsuffizienz
- Verkürzung und Dysplasie von Röhrenknochen, häufig Polydaktylie

Bei diesem Typ finden sich gehäuft ein Hydrops, Tod vor oder kurz nach der Geburt.
Hinzu kommen Situs-inversus, Hypoplastisches Linksherz, Penishypoplasie, Larynxhypoplasie, Pankreasfibrose.

## Diagnose
Im Röntgenbild finden sich kurze Rippen, die Röhrenknochen sind kurz, sonst gut strukturiert. Die proximalen Epiphysen von Humerus und Femur verknöchern vorzeitig.
Eine Diagnose mittels Sonographie im Mutterleib ist möglich.

## Differentialdiagnose
Aufgrund der Röntgenveränderungen können die anderen Typen der Kurzripp-Polydaktylie-Syndrome wie Saldino-Noonan-Syndrom, Verma-Naumoff-Syndrom, Majewski-Syndrom ebenso wie das Ellis-van-Creveld-Syndrom abgegrenzt werden.